# Boxholms apotek
Boxholms apotek är ett apotek i Boxholm, som inrättades 1862.

## Historik
Boxholms apotek var ett apotek i Boxholm som grundades 1861 genom kungligt brev 18 juni. De fick då tillstånd att anlägga ett självständigt apotek vid Boxholms bruk. Ett hus vid den allmänna landsvägen skänktes av Göstrings härad till inrättningen av apoteket. Första apotekaren som fick privilegium 11 juli 1862 i Boxholm var apotekaren Olof Anders Ljungberg vid Ramfalls apotek i Torpa socken. Avsyningen skedde 1863 och i samband med det öppnade apoteket för allmänheten. Mellan 1888–1893 hörde Boxholms apotek till medikamentsförrådet i Tranås. År 1906 uppförde apotekare Carl Ohlson en en flygelbyggnad som kom att innehålla ett laboratorium och apotekarebostad.

## Apotekare
- 1862–1868: Olof Anders Ljungberg[1]
- 1868–1884: Theodor von Zeipel[1]
- 1884–1894: John Oscar Leonard Kocken[1]
- 1894–1904: Gottfried Thavenius[1]
- 1904–1908: Carl Ohlson[1]
- 1909–1914: Johan Alfred Wattman[1]
- 1915–: Fredrik Andersson[1]